# فابيو أفاني
فابيو أفاني (بالإيطالية: Fabio Aveni)‏ (5 سبتمبر 1994 ببرشلونة بوتسو دي غوتو في إيطاليا - ) هو لاعب كرة قدم إيطالي في مركز الهجوم. لعب مع نادي كاتانيا.

## روابط خارجية
- فابيو أفاني على موقع قاعدة بيانات كرة القدم.إي يو (الإنجليزية)
- فابيو أفاني على موقع Soccerway.com (الإنجليزية)